# Larry Gogan
Pour les articles homonymes, voir Gogan.
Larry Gogan, pseudonyme de Lorcan Gogan (né le 3 mai 1934 à Dublin, mort le 7 janvier 2020 dans la même ville) est un animateur radio irlandais.

## Famille
Il grandit à Fairview, où son père est marchand de journaux. Il a sept frères et sœurs.

## Carrière
Gogan commence à la radio dans les années 1960 après avoir ses études. Il fait sa première émission de radio sur RTÉ Radio 1. Il devient un présentateur bien connu sur Radio 1, y compris des programmes sponsorisés, et fait partie d'une poignée de présentateurs jouant presque exclusivement de la musique pop. Il fait partie de la programmation originale en 1979 de RTÉ Radio 2, une station pour laquelle il lance le premier disque.
Gogan présente l'émission musicale The Golden Hour jusqu'en février 2014. Il revient à un créneau en semaine en janvier 2010 après une période d'émissions le samedi et le dimanche après-midi. En février 2014, il présente une nouvelle émission le week-end qui dure deux heures, The Larry Gogan Show.
Gogan est célèbre pour le jeu Just a Minute Quiz, produit lors de son émission de radio. Lorsque les candidats n'obtiennent que quelques bonnes questions, il prononce le slogan « Ils ne vous convenaient pas vraiment ».
Gogan anime des manches du Castlebar Song Contest en 1968, puis de 1974 à 1977. Il présente le Cavan International Song Contest pendant plusieurs années au début des années 1980.
Il anime le concours de sélection de l'Irlande au Concours Eurovision de la chanson 1980 et fournit le commentaire télévisé de RTÉ pour le Concours Eurovision de la chanson en 1978, 1980, 1981 et 1982.
Gogan est également le commentateur radio irlandais du Concours Eurovision de la chanson. Il fournit des commentaires des concours de 1984 à 2001 et à nouveau en 2008. Bien qu'il soit exclu de l'équipe de commentaires pour le concours 2009, il continue à faire partie de la délégation irlandaise jusqu'au concours 2011.
Le 6 novembre 2008, Gogan apparaît à la télévision irlandaise pour ouvrir officiellement le nouveau centre communautaire de Carrigstown.
Le 8 janvier 2019, on annonce que Gogan passe de 2FM à RTÉ Gold, mettant fin à 40 ans de présentation sur 2FM. Il présente son dernier programme sur 2FM le jeudi 31 janvier après avoir débuté le 31 mai 1979 dans le cadre de la programmation originale.
Par ailleurs, il est le visage des publicités de Daz Washing Detergent des années 1960 aux années 1990 en Irlande.

## Vie privée
Gogan rencontre sa femme Florrie à l'âge de 15 ans. Leurs pères tiennent tous deux des magasins de journaux à Dublin. Ils se fiancent deux ans plus tard et se marient quand elle a 21 ans. Ils ont inq enfants. Florrie développe un cancer du sein et meurt en janvier 2002 à l'âge de 60 ans alors que Gogan se remet d'une chirurgie cardiaque.
Gogan meurt le 7 janvier 2020 dans un centre de soins à Bohernabreena, Dublin, des suites d'une courte maladie. Ses funérailles ont lieu à l'église Saint-Pie X de Templeogue le 10 janvier 2020.